# Alexandre Ribeiro (músico)
Alexandre Messias Alves Ribeiro (São Simão, 12 de agosto de 1982), conhecido simplesmente como Alexandre Ribeiro, é um clarinetista brasileiro.